# Gestor de arranque
Un gestor de arranque (en inglés bootloader) es un programa que permite elegir el siguiente código a ejecutar en el proceso de arranque, tradicionalmente a través de un menú. Habitualmente el gestor de arranque forma parte del cargador de arranque como por ejemplo en GRUB, GRUB 2, LILO o SYSLINUX. Sin embargo, el cargador de arranque puede no tener gestor de arranque (ej. EFISTUB) y el gestor de arranque puede ser un programa independiente como por ejemplo rEFIt, rEFInd,  fallback.efi o los gestores de arranque nativos UEFI.
Es habitual que el gestor de arranque termine mandando ejecutar un cargador de arranque. Sin embargo, puede mandar ejecutar otros programas como por ejemplo un programa para consultar cual es el hardware del equipo (Hardware Detection Tool o HDT), un programa para comprobar la integridad de la memoria (memtest), o incluso otro cargador de arranque.

## Gestor de arranque nativo UEFI
La mayor parte de los firmware UEFI tienen su propio gestor de arranque nativo incorporado. Son herramientas primitivas y en algunos casos difíciles de alcanzar. Estos gestores de arranque mantienen una lista de opciones de arranque en una NVRAM (Non-volatile random access memory) la cual se puede sobrescribir. Esta lista indica el orden en el cual se lanzan hasta que una no devuelva el control. Ejemplos de razones por las que una opción puede devolver el control es que el fichero a lanzar no exista o haga un exit.

## fallback.efi
Un caso especial de gestor de arranque que no es cargador de arranque es fallback.efi. Se suele clasificar como gestor de arranque porque su función es pasar el control a un cargador de arranque o a otro gestor de arranque. Sin embargo, no presenta un menú. En su lugar busca en los directorios de la uefi archivos con nombres como BOOT.CSV, BOOTX64.CSV u otras variantes de nombres específicas de la arquitectura, los lee y procesa para generar entradas de la NVRAM que usa el gestor de arranque nativo UEFI. Este gestor de arranque es usado cuando alguna circunstancia ha borrado las entradas de la NVRAM.